# 黄泽富、何伯琼、何熠诉金堂工商行政管理局案
黄泽富、何伯琼、何熠诉金堂工商行政管理局案全称黄泽富、何伯琼、何熠诉四川省成都市金堂工商行政管理局行政处罚案，是一起发生于中华人民共和国四川省成都市的行政案件。在此案中，金堂工商行政管理局在对黄泽富等三人所做的行政处罚受到质疑，被三人起诉，后经终审审判被撤销这一行政处罚。这一案件被中华人民共和国最高人民法院列入第二批指导性案例。

## 案情
2003年12月20日，案件涉事人黄泽富申请于当地的金堂县图书馆联合建设一个多媒体电子阅览室。黄泽富方面提供相关设施和服务，并于2004年4月2日于金堂县赵镇桔园路上开始挂牌营业。由于时值当地文体局整顿网吧等场所，这一多媒体电子阅览室被图书馆停办并返还黄泽富缴纳的2400元管理费。2005年6月2日，当地工商局的工作人员对这一地点进行营业执照检查时，黄泽富等三人无法提供相关执照，因此被扣押其场所内的32台电脑。后于2005年10月12日，工商局根据《互联网上网服务营业场所管理条例》第七条、第二十七条的规定，没收了被扣押的32台电脑。

## 案件审理
黄泽富、何伯琼与何熠三人不服这一行政处罚，他们认为工商局认定事实不清，因此上诉至四川省金堂县人民法院，请求撤回这一行政处罚。法院经过调查，得知黄泽富等人在相应的国家机关人员前来检查时无法提供有效执照、在检查过程中已取证在场付费上网的三名学生的供述、工商局执法人员做出行政处罚的依据为《互联网上网服务营业场所管理条例》及《无照经营查处取缔办法》。在进一步分析中，法院认为，除条例外，取缔办法的规定也需要得到遵守。在执法过程中，尽管双方对扣押电脑数量都多次称有33台，实际在押只有32台，而且工商局做出处理决定的时间超过了法定扣押时间，这批电脑属于应当查封、扣押。因此，法院基于对行政处罚的过程审理，认为工商局由于提供证据与实际物证有差异，且做出不适当的判断，因此撤销原有行政处罚的判决，要求工商局重新做出行政决定，被扣押的电脑则应该按照相应的法律处置。
一审判决下达后，金堂县工商局不服结果，上诉至成都市中级人民法院。工商局认为，依据《无照经营查处取缔办法》中的规定，相关执法应当根据《互联网上网服务营业场所管理条例》来进行，因此其执法人员在检查过程对黄泽富等人的非法营业网吧的定性以及行政处罚无误。同时，工商局指出一审法院对被扣押电脑一事的结论没有依靠事实依据及法律依据，因此请求恢复被撤行政处罚。
在二审审理过程中，工商局首先提供了其所做行政处罚符合法定程序的相关材料。尽管黄泽富等三人坚持没有收到行政处罚的告知书，法院分析认为这一文书通过挂号送达后有邮局相关经手工作人员的签名，表明三人已自行领取。在确认工商局所使用法律条规在案中具有适用性后，黄泽富等人提供了相关证据，试图说明工商局具有粗暴执法行为、现场上网人员存在被诱供等情况等反对理由。最终经过法院对每一条证据的独立审理后，做出终审判决：维持工商局原有行政判决的前两项、撤销其第三项，相关案件审理费用由工商局承担。

## 案件分析
此案终审法院提出多个要点。其中经过法院审查，工商局确为合适的执法机关，并且所用法律符合案情。但是根据《中华人民共和国行政处罚法》规定：“行政机关作出责令停产停业、吊销许可证或者执照、较大数额罚款等行政处罚决定之前，应当告知当事人有要求举行听证的权利”，而工商局只对黄泽富等三人说了他们所有的陈述权及申辩权，却漏掉了听证权。据四川当地《四川省行政处罚听证程序暂行规定》规定，黄泽富等人被没收财产属于较大数额的罚款，工商局必须告知黄泽富等人他们所拥有的听证权，因此法院以工商局违反法定程序撤销了相关处罚项。
最高院对此案中涉及的执法程序问题做出解析，指出听证表现为行政主体的决定对当事人有不利影响时，必须听取当事人的意见，不能片面认定事实，剥夺对方辩护权利。因此，在确立了金堂县工商局所做的行政处罚对黄泽富等人的合法权益具有较大的影响的情况下，需要设立听证程序。最高院认为：“正当程序原则是最低限度的程序正义要求”，所以此案中法院可以根据行政诉讼法的规定撤销具体的违法行政行为。
在案后，最高院曾批复新疆高院的一个类似问题，其中明确说明在未告知当事人的合法听证权益的情况下，相关行政决定应定性为违反法定程序。

## 后续影响
2012年4月14日，最高人民法院审判委员会经过讨论，将此案列为第二批指导性案例第6号。后多种行政诉讼方面的专著及教材都引用了这一案件，着重说明了司法、行政中听证程序的重要性。